# Вісник. Офіційно про податки
«Вісник. Офіційно про податки» (з 1995 року «Вісник податкової служби України», з 2013 року «Вісник Міністерства доходів і зборів України», з 2015 року «Вісник. Право знати все про податки і збори») — інформаційно-аналітичний журнал, офіційне видання Державної фіскальної служби України.
Виходить щосуботи українською мовою. Передплатний індекс: 22599 (укр.)
Головний редактор — Ігор Сухомлин.
Видається Державним підприємством «СЕРВІСНО-ВИДАВНИЧИЙ ЦЕНТР».
На сьогодні — це сучасне, динамічне, оперативне, якісне, практичне професійне бухгалтерське видання, яке є першоджерелом роз'яснень податкового законодавства.
У кожному номері — офіційна інформація про:
- оподаткування;
- бухгалтерський облік;
- оплату праці;
- пенсійне забезпечення;
- трудові відносини тощо.